# Монастир редемптористів (Львів)
Монастир святого Климентія ордену редемптористів — греко-католицький монастир у Львові на вулиці Франка, 56.
Ділянка з будинком на тодішній вулиці Зиблікевича, 30 (нині Франка, 56) була придбана Народним Домом. Тут було влаштовано навчально-виховний заклад сестер василіянок, який розміщувався на правах оренди. Протягом 1882–1884 років за гроші, від продажу монастиря в Бучачі Народний дім звів у Львові монастир, а на кошти зібрані комітетом у справах навчального закладу — церкву (обидва — у неороманському стилі, ймовірно за проектом Сильвестра Гавришкевича). Нові будівлі являли собою єдиний блок, вписаний у лінійну забудову вулиці. Оздоблення храму Непорочного Зачаття Пресвятої Богородиці виконано за кошти митрополита Сильвестра Сембратовича. 1900 року Народний дім збудував поруч із монастирем ще одне приміщення. Монастирський комплекс поступово розбудовувався і з часом уже займав ділянку між сучасними вулицями Франка та Кирила і Мефодія. Так зокрема 1926 року коштом митрополита Андрея Шептицького зі сторони вулиці Кирила і Мефодія збудовано гімназію у стилі функціоналізму. Окрім вже загаданих будівель до комплексу належав господарський будинок та сад. Через конфлікт із про-українським керівництвом гімназії, опанований москвофілами Народний Дім відмовився продовжити договір оренди і василіянок 20 вересня 1911 року примусово виселено з приміщень на вулиці Зиблікевича. 1913 року на запрошення митрополита Андрея Шептицького до Львова прибули бельгійські ченці-редемптористи, які прийняли східний обряд і утворили нову гілку ордену. 1937 року для монастиря Шептицький придбав колишні споруди василіянок за 180 тис. злотих. 4 грудня 1937 року отримано канонічне затвердження від генеральної управи. 1938 року виконано ремонт. У радянські часи монастир закрито, а в приміщеннях влаштовано туристичну базу, кафе і готель. Редемптористи зазнали переслідувань, частина з них діяла у підпіллі. На початку 1990-х років приміщення повернуто редемптористам. У монастирі розмістився провінційний уряд Львівської провінції ЧНІ.